# 펜탁스 K-5
펜탁스 K-5(Pentax K-5)는 2010년 9월에 발표된 디지털 SLR이다. 기능 다이얼이 약간 높아진 점을 제외하면 펜탁스 K-7과 외관상 크게 달라진 점은 없으나, AF모듈을 SAFOX IX+로 교체하여 AF 속도가 향상되었으며, 기존까지 사용하던 삼성의 센서대신 소니의 센서를 사용함으로써 해상도가 약 2 메가 픽셀 늘어났고, 고감도 및 노이즈 억제 기능이 향상되었다.